# リヴァーソングの夫
「リヴァーソングの夫」（リヴァーソングのおっと、原題: "The Husbands of River Song"）は、2015年12月25日に初放送されたイギリスのSFドラマ『ドクター・フー』のエピソード。2005年に新シリーズが始動して以来11作目のクリスマススペシャルにあたる。脚本はスティーヴン・モファット、監督はダグラス・マッキノンが担当した。
本作ではクララ・オズワルドと彼女に関する記憶を失った後の12代目ドクター（演:ピーター・カパルディ）と、彼の妻リヴァー・ソング（演:アレックス・キングストン）が再会する。次話からドクターのコンパニオンとなるリヴァーの仲間ナードルも登場し、彼らはリヴァーの現夫ハイドロフラックス王（演:グレッグ・デイヴィス）の頭に埋め込まれたダイヤモンドを奪取するという彼女の作戦に巻き込まれる。

## 連続性
リヴァーの仲間のラモーン（演:フィリップ・ライズ）は初代ドクターから11代目ドクターまでの歴代12人のドクターの顔写真を提示している。これは「天使の時間」（2010年）でどの時代のドクターか照合するために持っているとリヴァーが言及していたものである。リヴァーは12代目ドクターをドクターとして認識していなかったが、これは The Deadly Assassin（1976年）で登場したタイムロードの再生回数上限に照らし合わせてのことである。ウォードクターへの再生（2013年「ドクター前夜」）とメタクライシスドクターへの再生（2008年「盗まれた地球」「旅の終わり」）があったため、11代目ドクターは既に上限である12回の再生をしていた。
フレミング（演:ローワン・ポロンスキー）はリヴァーの日記を開き、彼女とドクターの数々の冒険を読み上げている。具体的にはパンドリカの開放（2010年「パンドリカが開く」）、ビザンティウム号の墜落（2008年「静寂の図書館」で最初に言及され、2010年「肉体と石」で描写）、アスガルドでのピクニック（「静寂の図書館」で言及）、魚のジムとの遭遇（2011年「ドクターからの招待状」で言及）、マンハッタンと呼ばれる場所への旅（2013年「マンハッタン占領」）が挙げられる。
ドクターはリヴァーにどのクリスマスも最後のクリスマスだと告げている。これは「最後のクリスマス」（2014年）でダニー・ピンクがクララに告げ、そしてクララがドクターに告げた台詞である。
リヴァーが自分以外の男と結婚していることにドクターが不平を口にした際、リヴァーはドクターが過去に他の女と結婚したことに触れている。それぞれエリザベス1世（2010年「時の終わり」で言及、2013年「ドクターの日」で描写）、マリリン・モンロー（2010年「クリスマス・キャロル」）、クレオパトラ（2011年「ドクター最後の日」）を指している。
ダリリアム星の歌う塔でのドクターとリヴァーの最後の出会いは元々「静寂の図書館」（2008年）で言及されており、本作で映像化に至った。ドクターは髪形を変えて別のスーツを着用し、塔から音が奏でられている間に涙し、これが彼女の死の前の最後の夜になることを告げようとしない。また、リヴァーはダリリアム星に行こうとした時にいつもドクターに断られていたことに触れているが、その様子はミニエピソード "Last Night"（2011年）で描写されている。
ドクターはリヴァーのキャッチフレーズである "Hello, Sweetie" と "Spoilers" をいずれも口にしている。リヴァーは最後に "I hate you." と告げ、ドクターは "No, you don't." と返す。これは「ドクターからの招待状」などでリヴァーと11代目ドクターが頻繁にしていたやり取りである。また、リヴァーは11代目ドクターが愛用していた赤いフェズを持っている。

### 作品外への言及
ドクターは自分とリヴァーのタイムラインを辿るためにフローチャートが必要だと言い、リヴァーが別の男と結婚したと知った時には、さらに大きなフローチャートが要ると言う。これは映画『ジョーズ』の台詞 "You're gonna need a bigger boat"と、ドクターとリヴァーのタイムラインを描写するために『ドクター・フー』のファンがフローチャートを作っていたことを反映している。
リヴァーの他の夫の1人としてドクターが挙げた人名には、俳優のスティーヴン・フライがいる。スティーヴン・フライは第12シリーズ「スパイフォール」（2020年）に出演した。

## 製作

### 撮影
「リヴァーソングの夫」の台本の読み合わせは2015年8月31日に行われ、2015年9月1日から26日にかけて撮影が進行した。

### 配役
2015年9月にアレックス・キングストンがリヴァー・ソング役で「ドクターの名前」（2013年）以来の出演を果たすことが告知された。2015年11月にはグレッグ・デイヴィスとマット・ルーカスの出演が明かされた。

## 放送と反応
| 専門評論家によるレビュー | 専門評論家によるレビュー |
| レビュー・スコア         | レビュー・スコア         |
| 出典                     | 評価                     |
| ------------------------ | ------------------------ |
| The A.V. Club            | B                        |
| ペースト                 | 8.2                      |
| TV Fanatic               | [ 17 ]                   |
| CultBox                  | [ 18 ]                   |
| IGN                      | 8.4                      |
| PopMatters               | 7/10                     |
| ニューヨーク・マガジン   | [ 21 ]                   |
| ラジオ・タイムズ         | [ 22 ]                   |
| SciFiNow                 | [ 23 ]                   |

イギリスでの視聴者数は769万人を記録し、その週のテレビ番組では第8位、クリスマスの日では第7位となった。午後5時15分からのリアルタイムの視聴者数は577万人、番組視聴占拠率は29.4%を記録した。Appreciation Index は82であった。

### 上映
「リヴァーソングの夫」はロシア、ウクライナ、ベラルーシ、カザフスタンで2015年12月25日から2016年1月25日まで、アメリカ合衆国で12月28日と29日に映画館で上映された。上映の際にはアレックス・キングストンへのインタビューと舞台裏の映像も公開された。

### 受賞
第42回サターン賞で、「リヴァーソングの夫」は最優秀テレビ賞を受賞した。同時にアレックス・キングストンも最優秀ゲストテレビ出演者賞にノミネートされた。

## ホームメディア
「リヴァーソングの夫」は2016年1月25日にDVDとブルーレイディスクがリージョン2で、2016年1月27日にリージョン4で、2016年2月23日にリージョン1で発売された。「リヴァーソングの夫」を収録した第9シリーズ完全版ボックスセットは2016年3月7日にリージョン2で、2016年4月5日にリージョン1で発売された。